# Dudley Moore
Dudley Stuart John Moore (Londres, 19 de abril de 1935-Plainfield, Nueva Jersey, 27 de marzo de 2002) fue un actor y músico inglés.
Alcanzó la fama con películas de comedia como 10, la mujer perfecta y Arthur, el soltero de oro (España) o Arturo, el millonario seductor (Latinoamérica).

## Biografía
Desde pequeño mostró interés por la música y a los ocho años comenzó a estudiar el piano. Unos años más tarde, Moore asistió a clases de órgano y violín en el prestigioso Guildhall School of Music. Posteriormente, recibió una beca para estudiar en la Universidad de Oxford, y fue allí donde Moore modificó su trayectoria artística. Prefirió la interpretación teatral y comenzó a actuar en los escenarios de la universidad. A pesar de ello, y una vez obtenido su diploma, se ganó la vida durante dos años tocando en conjuntos de jazz, realizando giras por diversas ciudades del mundo. 
En 1960 Moore se asoció con tres actores y juntos acudieron al Festival de Edimburgo, donde montaron un pequeño escenario e interpretaron una obra cómica. Tuvieron tanto éxito que a continuación actuaron en Londres, y posteriormente en Nueva York, en un teatro de Broadway. Por esta obra, obtuvieron un premio especial Tony, el equivalente de los Óscar en el teatro estadounidense. Moore continuó unido a uno de los tres compañeros, con el que hizo teatro, grabaciones de discos y también películas, así como televisión.
Cuando su socio decidió retirarse en 1978, Moore se instaló en Los Ángeles. Allí intervino en diversas comedias de cine, algunas de las cuales tuvieron un éxito extraordinario, como 10, la mujer perfecta, con Bo Derek, de Blake Edwards. Convertido en el actor cómico más apreciado de Hollywood, Moore tuvo otro gran éxito en 1981 con Arthur, el soltero de oro, con Liza Minnelli, película que le valió una nominación al Óscar como mejor actor principal. Posiblemente Micki y Maude, sea su última película de éxito, ya que fue ganadora del Globo de Oro como película cómica. A partir de entonces, intervino en unas cuantas películas más, pero no tuvieron el éxito de las anteriores. Los productores y directores le daban papeles que eran caricaturas de sus anteriores interpretaciones o para los que Moore no era el actor adecuado. Aun así, su popularidad se mantuvo gracias al recuerdo de sus grandes comedias. En los años siguientes, apareció sobre todo en películas y miniseries para la televisión.
A lo largo de su carrera cinematográfica, Moore no abandonó la música y tocó frecuentemente en orquestas famosas. Cuando el éxito de sus películas decayó, se dedicó con mayor entusiasmo a esta faceta. Una de sus realizaciones fue una serie de televisión en torno a la interpretación musical que hizo con el gran director de orquesta Georg Solti. Cuando esta serie llegó a su fin, Moore comenzó a notar síntomas de enfermedad. Se le diagnosticó una cardiopatía isquémica y se le realizó un cuádruple baipás en 1998. Tras la intervención sufrió varios accidentes vasculares cerebrales menores. Al año siguiente, se le diagnosticó una enfermedad cerebral grave e incapacitante, parálisis supranuclear progresiva. Moore intentó aceptar este mal con su habitual sentido del humor. Manifestó que lo que más lamentaba era no poder tocar música. Tres años después falleció debido a una neumonía, complicación frecuentemente asociada a su enfermedad cerebral, en Plainfield, en el estado de Nueva Jersey.
Moore se casó y se divorció en cuatro ocasiones, con matrimonios que no alcanzaron a durar más de cinco años. Una de sus esposas fue la actriz Suzy Kendall. Tuvo dos hijos, de dos esposas distintas.

## Filmografía

### Cine y televisión
- La Citlali (1998)
- The Mighty Kong (1998)
- A Weekend in the Country (1996)
- The Disappearance of Kevin Johnson (1995)
- Oscar's Orchestra (1994, serie de televisión)
- Parallel Lives (1994)
- Daddy's Girls (1994, serie de televisión)
- Dudley (1993, serie de televisión)
- Really Wild Animals (1993)

- Blame It on the Bellboy (1992)
- Crazy People (1990)
- Chatrán (1989)
- Arthur 2: On the Rocks (1988)
- Like Father Like Son (1987)
- Santa Claus: The Movie (1985)
- Micki y Maude (1984)
- Best Defense (1984)
- Unfaithfully Yours (1984)
- Romantic Comedy (1983)
- Lovesick (1983)
- Six Weeks (1982)
- Arthur (1981)
- Wholly Moses! (1980)

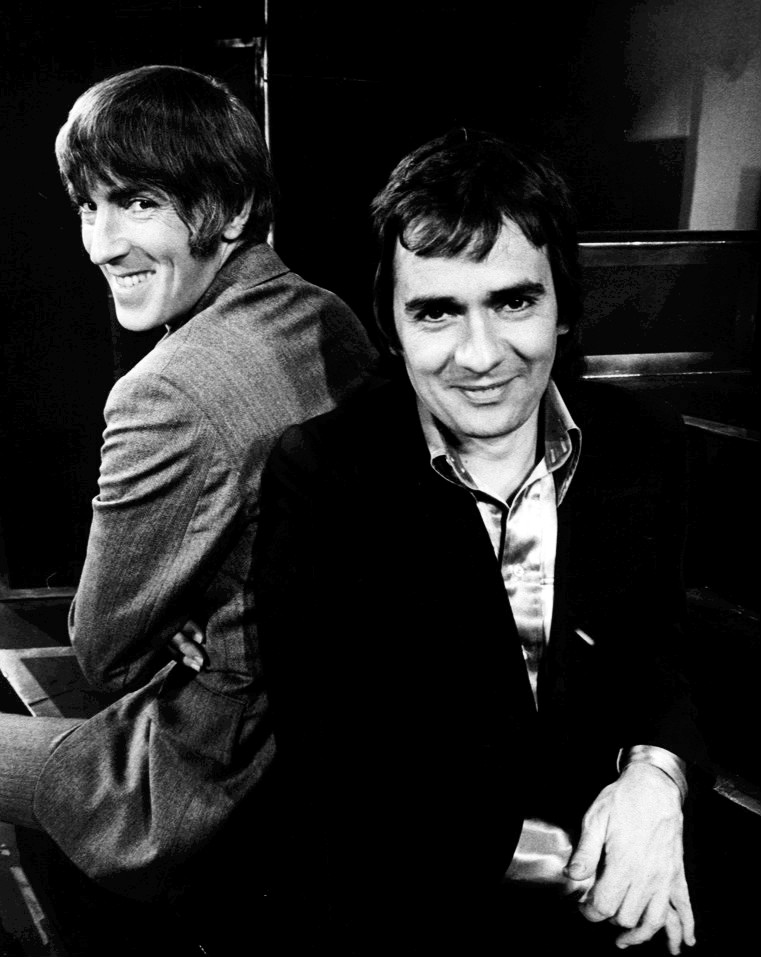
Moore con el actor Peter Cook en 1974

- Derek and Clive Get the Horn (1979)
- 10, la mujer perfecta (1979)
- The Hound of the Baskervilles (1978)
- Foul Play (1978)
- Alice's Adventures in Wonderland (1972)
- The Bed Sitting Room (1969)
- Monte Carlo or Bust (1969)
- 30 Is a Dangerous Age, Cynthia (1968)
- Bedazzled (1967)
- The Wrong Box (1966)

## Premios y nominaciones
Premios Óscar
| Año  | Categoría   | Trabajo nominado          | Resultado |
| ---- | ----------- | ------------------------- | --------- |
| 1982 | Mejor actor | Arthur, el soltero de oro | Nominado  |